# Soul & Jazz Awards
De NPO Radio 6 Soul & Jazz Awards waren de radioprijzen voor de beste Nederlandse soul- en jazzartiesten en werden jaarlijks door NPO Radio 6 georganiseerd.

## Nominaties en winnaars
| Jaar | Beste Artiest Man                                            | Beste Artiest Vrouw                                                      | Beste Groep                                                                  | Beste Album | Beste Single | Beste Soul & Jazz Talent                                                                  | Beste Live Act                                                                      |
| ---- | ------------------------------------------------------------ | ------------------------------------------------------------------------ | ---------------------------------------------------------------------------- | --- | --- | ----------------------------------------------------------------------------------------- | ----------------------------------------------------------------------------------- |
| 2015 | Bo Saris Alain Clark Paul van Kessel Ruben Hein Wouter Hamel | Giovanca Ntjam Rosie Sabrina Starke Sarah-Jane Shirma Rouse              | The Cool Quest Jungle By Night Kapok New Cool Collective The Gospel Sessions | The Gospel Sessions – Vol. 1 BRUUT! – Mad Pack Ntjam Rosie - The One Kovacs - Shades Of Black Snarky Puppy & Metropole Orkest - Sylva                                                           | 'Sabrina Starke – In The Morning Bo Saris – One Mo' Gain Paul van Kessel – Keep Your Soul Together Rilan & The Bombardiers – Wanna Dance Sarah-Jane – Letter To The Moon | Marutyri Lady Shaynah Luna Mae Oliver Alexander Sazz Leonore Thom Hoorweg Tommy Moustache | New Cool Collective Ladies Of Soul My Baby The Cool Quest Typhoon                   |
| 2014 | Alain Clark Bo Saris Paul van Kessel Ruben Hein Wouter Hamel | Caro Emerald Giovanca Kris Berry Sabrina Starke Trijntje Oosterhuis      | New Cool Collective BRUUT! Gare du Nord Jungle By Night Sven Hammond Soul    | Bo Saris – Gold Alain Clark – Walk With Me Benjamin Herman & Daniël von Piekartz – Trouble Giovanca – Satellite Love Wouter Hamel – Pompadour                                                   | Wouter Hamel – Hollywood Lilian Vieira - Longe Rik Mol & Shirma Rouse - Mr. Trumpet Man Ruben Hein - Dressed Up Typhoon – Hemel Valt                                     | Kovacs iET Sarah-Jane The Cool Quest Wicked Jazz Connection                               | Typhoon Koffie Ladies Of Soul My Baby New Cool Collective                           |
| 2013 | Ruben Hein Alain Clark Bo Saris Tim Wes Wouter Hamel         | Trijntje Oosterhuis Candy Dulfer Caro Emerald Ntjam Rosie Sabrina Starke | New Cool Collective BRUUT! Gare du Nord Jungle By Night Sven Hammond Soul    | Sabrina Starke & Metropole Orkest – Lean On Me:The Songs Of Bill Withers Caro Emerald – The Shocking Miss Emerald New Cool Collective – Chin Chin Rob Van De Wouw – Neon Ruben Hein – Hopscotch | Giovanca – How Does It Feel Alain Clark - Back in my World Bo Saris - The Addict Qeaux Qeaux Joans - No Man's land Ruben Hein – Fool by Morning                          | Tim Wes Ashtraynutz Melissa Fortes Paul van Kessel Teus Nobel                             | New Cool Collective Alain Clark Edsilia Rombley Tasha’s World The Kyteman Orchestra |

| Jaar | Beste Artiest Soul                                        | Beste Artiest Jazz                                                         | Beste Album | Beste Single | Beste Soul & Jazz Talent                                                   | Beste Live Act                                                                    |
| ---- | --------------------------------------------------------- | -------------------------------------------------------------------------- | --- | --- | -------------------------------------------------------------------------- | --------------------------------------------------------------------------------- |
| 2012 | Ruben Hein Bo Saris Ruben Hein Trijntje Oosterhuis Waylon | Caro Emerald Gare du Nord Jan van Duikeren New Cool Collective Yuri Honing | Alain Clark – Generation Love Revival Benjamin Herman – Deal Candy Dulfer – Crazy Jungle By Night – Hidden Pete Philly – One | Wouter Hamel – Demise Alain Clark - Let Some Air In Bo Saris - She's on Fire Kris Berry - Love Trip Sabrina Starke ft. Ziggo Recado – Backseat Driver | Kris Berry BRUUT! Concrete Sneaker Jungle By Night Rilan & the Bombardiers | The Kyteman Orchestra BRUUT! Lefties Soul Connection Ruben Hein Sven Hammond Soul |

## Icon Award
Naast de reguliere prijzen voor Nederlandse artiesten wordt ook elk jaar de Icon Award aan internationale artiesten uitgereikt. Met de Icon Award wordt jaarlijks een artiest voor zijn of haar oeuvre binnen de soul- en jazzmuziek geëerd. Deze prijs wordt op het North Sea Jazz Festival uitgereikt.

### Winnaars
- 2015: Chaka Khan[5]
- 2014: Nile Rodgers[6]
- 2013: Marcus Miller[7]
- 2012: Maceo Parker[8]